# Pusztai aranybagoly
A pusztai aranybagoly (Euchalcia consona) a rovarok (Insecta) osztályának a lepkék (Lepidoptera) rendjéhez, ezen belül a bagolylepkefélék (Noctuidae) családjához tartozó faj.

## Elterjedése
A kelet-európai régióban elterjedt, Ausztrián keresztül Magyarországon át egészen Szibériáig, az Urálig. A faj kedveli a meleg, száraz élőhelyeket, a pusztákat, meleg lejtőket.

## Megjelenése
- lepke: 30–36 mm szárnyfesztávolságú,  szürke és barna árnyalatú felső szárnyakkal, rajta jellegzetes nagy, barna, szögletes foltokkal, a szárnyak közepén ezüst folttal. A hátsó szárnyak kifelé sötétülő szürkés-barnák.  A teste szőrös.
- hernyó: kékes-zöld
- báb: zöldes színű, a háta feketés

## Életmódja
- nemzedék:  két nemzedékes faj, az első  májusban és júniusban, a második augusztusban és szeptemberben rajzik. A pete telel át.
- hernyók tápnövényei: apácavirág (Nonea pulla), parlagi atracél (Anchusa arvensis) és a tüdőfű (Pulmonaria)

## Fordítás
- Ez a szócikk részben vagy egészben  a   Mönchskraut-Metalleule című német Wikipédia-szócikk fordításán alapul.  Az eredeti cikk szerkesztőit annak laptörténete sorolja fel. Ez a jelzés csupán a megfogalmazás eredetét és a szerzői jogokat jelzi, nem szolgál a cikkben szereplő információk forrásmegjelöléseként.